# Iran Pro League 2013-14
La Irán Pro League 2013-14 fue la edición 43 de la máxima categoría del fútbol iraní, y la XIII del campeonato de la Primera División de Irán, desde su establecimiento en el año 2001. La temporada 2013-14 dio inicio el 22 de septiembre de 2013.
Esteghlal es el campeón defensor, habiendo obtenido su octava corona.

## Equipos
Para esta temporada se redujo el número de clubes de 18 a 16, los cuatro equipos descendidos la temporada pasada Aluminium Hormozgan, Sanat Naft, Paykan y Gahar Zagros fueron sustituidos por dos clubes de la Liga Azadegan el Gostaresh Folad y Esteghlal Khuzestan.
| Club                | Ciudad  | Estadio                  | Aforo  |
| ------------------- | ------- | ------------------------ | ------ |
| Damash Gilan FC     | Rasht   | Dr. Azodi Stadium        | 11.000 |
| Esteghlal FC        | Teherán | Azadi Stadium            | 91.623 |
| Esteghlal Khuzestan | Ahvaz   | Takhti Ahvaz             | 30.000 |
| Fajr Sepasi FC      | Shiraz  | Hafezieh Stadium         | 14.560 |
| Foolad FC           | Ahvaz   | Ghadir Stadium           | 50.199 |
| Gostaresh Foolad    | Tabriz  | Gostaresh Foolad Stadium | 12.500 |
| Malavan FC          | Anzali  | Takhti Anzali            | 8.000  |
| Mes Kerman FC       | Kermán  | Shahid Bahonar Stadium   | 15.430 |
| Naft Teherán FC     | Teherán | Shahid Dastgerdi Stadium | 8.250  |
| Persepolis FC       | Teherán | Azadi Stadium            | 91.623 |
| Rah Ahan FC         | Teherán | Takhti Tehran            | 30.122 |
| Saba Qom FC         | Qom     | Yadegar Emam Stadium     | 10.610 |
| Saipa FC            | Karaj   | Enghelab Karaj           | 30.000 |
| Sepahan FC          | Esfahan | Foolad Shahr Stadium     | 31.439 |
| Tractor Sazi FC     | Tabriz  | Sahand Stadium           | 66.833 |
| Zob Ahan FC         | Esfahan | Foolad Shahr Stadium     | 31.439 |

## Tabla de posiciones
- Clasificación final.

| Pos. | Equipos             | PJ | PG | PE | PP | GF | GC | DIF | PTS |
| ---- | ------------------- | -- | -- | -- | -- | -- | -- | --- | --- |
| 1.   | Foolad FC           | 30 | 16 | 9  | 5  | 36 | 24 | +12 | 57  |
| 2.   | Persépolis          | 30 | 16 | 8  | 6  | 34 | 15 | +19 | 55  |
| 3.   | Naft Teheran        | 30 | 15 | 9  | 6  | 39 | 22 | +17 | 54  |
| 4.   | Sepahan FC          | 30 | 14 | 12 | 4  | 36 | 19 | +17 | 54  |
| 5.   | Esteghlal           | 30 | 15 | 9  | 6  | 34 | 25 | +9  | 53  |
| 6.   | Tractor Sazi        | 30 | 11 | 13 | 6  | 39 | 33 | +6  | 45  |
| 7.   | Malavan             | 30 | 13 | 6  | 11 | 40 | 33 | +7  | 44  |
| 8.   | Saipa               | 30 | 7  | 14 | 9  | 26 | 31 | −5  | 35  |
| 9.   | Saba Qom            | 30 | 8  | 9  | 13 | 32 | 38 | −6  | 33  |
| 10.  | Gostaresh Folad     | 30 | 7  | 11 | 12 | 30 | 34 | −4  | 32  |
| 11.  | Rah Ahan FC         | 30 | 7  | 10 | 13 | 25 | 34 | −9  | 31  |
| 12.  | Esteghlal Khuzestan | 30 | 6  | 11 | 13 | 26 | 37 | −11 | 29  |
| 13.  | Zob Ahan            | 30 | 6  | 11 | 13 | 24 | 36 | −12 | 29  |
| 14.  | Fajr Sepasi         | 30 | 6  | 11 | 13 | 20 | 34 | −14 | 29  |
| 15.  | Damash Gilan        | 30 | 5  | 12 | 13 | 30 | 40 | −10 | 26  |
| 16.  | Mes Kerman          | 30 | 1  | 19 | 10 | 21 | 36 | −15 | 22  |

|  | Campeón y clasificado a Liga de Campeones de la AFC 2015 |
|  | Clasificado a Liga de Campeones de la AFC 2015           |
|  | Descenso a la Liga Azadegan 2014-15.                     |

## Goleadores
Actualizado 11 de abril de 2014.
| Lugar | Jugador             | Equipo       | Goles |
| ----- | ------------------- | ------------ | ----- |
| 1     | Karim Ansarifard    | Tractor Sazi | 14    |
| 2     | Reza Enayati        | Saba Qom     | 13    |
| 3     | Mehrdad Bayrami     | Gostaresh    | 12    |
| 4     | Reza Norouzi        | Naft Tehran  | 11    |
| 4     | Mehdi Daghagheleh   | Malavan      | 11    |
| 5     | Jalal Rafkhaei      | Malavan      | 9     |
| 5     | Chimba              | Foolad       | 9     |
| 5     | Sajjad Shahbazzadeh | Saipa        | 9     |
| 5     | Mehdi Rajabzadeh    | Zob Ahan     | 9     |
| 8     | Edinho              | Mes Kerman   | 8     |
| 8     | Mehdi Sharifi       | Sepahan      | 8     |
| 8     | Amin Motevaselzadeh | Damash Gilan | 8     |
| 10    | Mohammad Ghazi      | Esteghlal    | 7     |
| 10    | Farid Karimi        | Saba Qom     | 7     |